# Greffeling
Greffeling is een buurtschap in de Nederlandse gemeente West Maas en Waal, gelegen in de provincie Gelderland. Het ligt aan de rivier de Maas tussen Alphen en Nieuwe Schans.
Hoofdplaats: Beneden-Leeuwen

Dorpen: Alphen · Altforst · Appeltern · Boven-Leeuwen · Dreumel · Maasbommel · Wamel

Buurtschappen: Blauwesluis · De Tuut · Greffeling · Moordhuizen · Nieuwe Schans · Oude Maasdijk · Woerd

Gelderland: Steden en dorpen in Gelderland      Nederland: Provincies · Gemeenten